# Sergio Guerra
Sergio Guerra (Recife, 1961) é um publicitário, fotógrafo e produtor cultural brasileiro.

## Biografia
Morou no Rio de Janeiro, São Paulo, e Salvador. Após 10 anos trabalhando em diversas agências de propaganda baianas, em 1991, fundou a Link Comunicação e Propaganda, da qual foi sócio-diretor por 13 anos, dedicando-se, em especial, à comunicação governamental e ao marketing político.
Em 2001, foi eleito Publicitário do Ano pelo Prêmio Colunistas Bahia. Em 1997, começou uma mudança gradual para Angola, a convite do governo angolano para desenvolver um programa de comunicação para o país. Em 2000, funda a  Maianga Produções Culturais em Salvador, empresa que atua em segmentos diversos do mercado cultural, produzindo espetáculos, livros, discos e vídeos. Em 2003, a Maianga aporta também na capital de Angola, consolidando o intercâmbio cultural que Sérgio Guerra tem procurado promover entre os dois países.
Presidente da M’Link de Angola,onde é  sócio do jornalista e deputado Luís Domingos, do MPLA. em suas constantes viagens pelo país africano, tornou-se um dos poucos fotógrafos estrangeiros a registrar todas as províncias angolanas ainda em tempos de guerra. Autor de um acervo de aproximadamente 120 mil fotos espalhadas mundo afora, entre painéis e publicações de outros autores, Sergio Guerra já publicou sete livros que retratam o povo e as belezas de Angola e realizou exposições fotográficas no Brasil, África e Europa. Por suas contribuições ao Estado da Bahia, em abril de 2012 recebeu, da Assembleia Legislativa, o título de Cidadão Baiano.

## Filmografia
- Uma História, documentário de curta-metragem, Angola (2004);
- Para não esquecer Angola, documentário de longa-metragem, Angola (2006);
- Um menino do Bié, documentário de longa-metragem, Angola (2008);
- Hereros Angola, documentário de longa-metragem, Angola (2013)[7];

## Exposições
- As muitas faces de Angola, Brasília (Congresso Nacional), Salvador (Shopping Barra), São Paulo (Centro Cultural Maria Antônia), 2001;

- Nação Coragem, São Paulo (FNAC Pinheiros, 2003), Zimbabwe (HIFA, Harare International Festival Arts, 2008);

- Lá e Cá, Salvador (Feira de São Joaquim, 2006)[8];[9]

- Salvador Negroamor (Salvador, 2007)[10];[11];[12]

- Mwangole, Salvador (Galeria do Olhar, 2009)[13];[14]

- Hereros, Luanda, Angola (Museu Nacional de História Natural)[15], Lisboa, Portugal (Perve Galeria), 2010[16].

- Hereros Angola, São Paulo, Brasil, de 12 de maio a 24 de julho de 2011 (Museu Afro Brasil)[17]

- Hereros Angola, Brasília, Brasil, de 13 de setembro a 23 de outubro de 2011 (Museu Nacional da República)[18]

- Hereros Angola, Rio de Janeiro, Brasil, de 12 de abril a 15 de julho de 2012 (Museu Histórico Nacional)[19]

- Hereros - Pastores Ancestrales de Angola, Madrid, Espanha, de 14 de março a 12 de maio de 2013 (Centro Conde Duque)[20]

- Negro Amor, São Paulo, Brasil, de 20 de agosto a 21 de setembro de 2013 (Paralelo Galeria)[21]

- Hereros Angola, Rio de Janeiro, Brasil, de 15 a 17 de novembro de 2013 (Festival Back2black, Cidade das Artes)[22]

- Hereros Angola, Rio de Janeiro, Brasil, de 21 de novembro a 20 de dezembro de 2013 (Galeria Scenarium)[23]

- Hereros - Pastores Ancestrales de Angola, Valência, Espanha, de 13 de março a 11 de maio de 2014 (Museu Valencià d'Etnologia)[24]

- Hereros Angola, Florença, Itália, de 03 de julho a 28 de setembro de 2014 (Palazzo Medici Riccardi)[25]

- "Hereros Pastores Ancestrales de Angola", Querétaro, México, de 06 de fevereiro a 06 de abril de 2015 (Centro Educativo y Cultural Manuel Gómez Morín)[26]

- "Hereros Pastores Ancestrales de Angola", Cidade do México, México, de 04 de junho a 23 de agosto de 2015 (Palacio de Minería)

- "Hereros Pastores Ancestrales de Angola", Guanajuato, México, de 13 de novembro a 29 de fevereiro de 2016 (Museo Casa Diego Rivera)